# Andrea Sansovino
Andrea di Niccolò di Menco di Muccio, detto Sansovino (Monte San Savino, 1467 circa – Monte San Savino, 1529), è stato uno scultore e architetto italiano.

## Biografia

### Formazione a Firenze e viaggio in Portogallo e Spagna

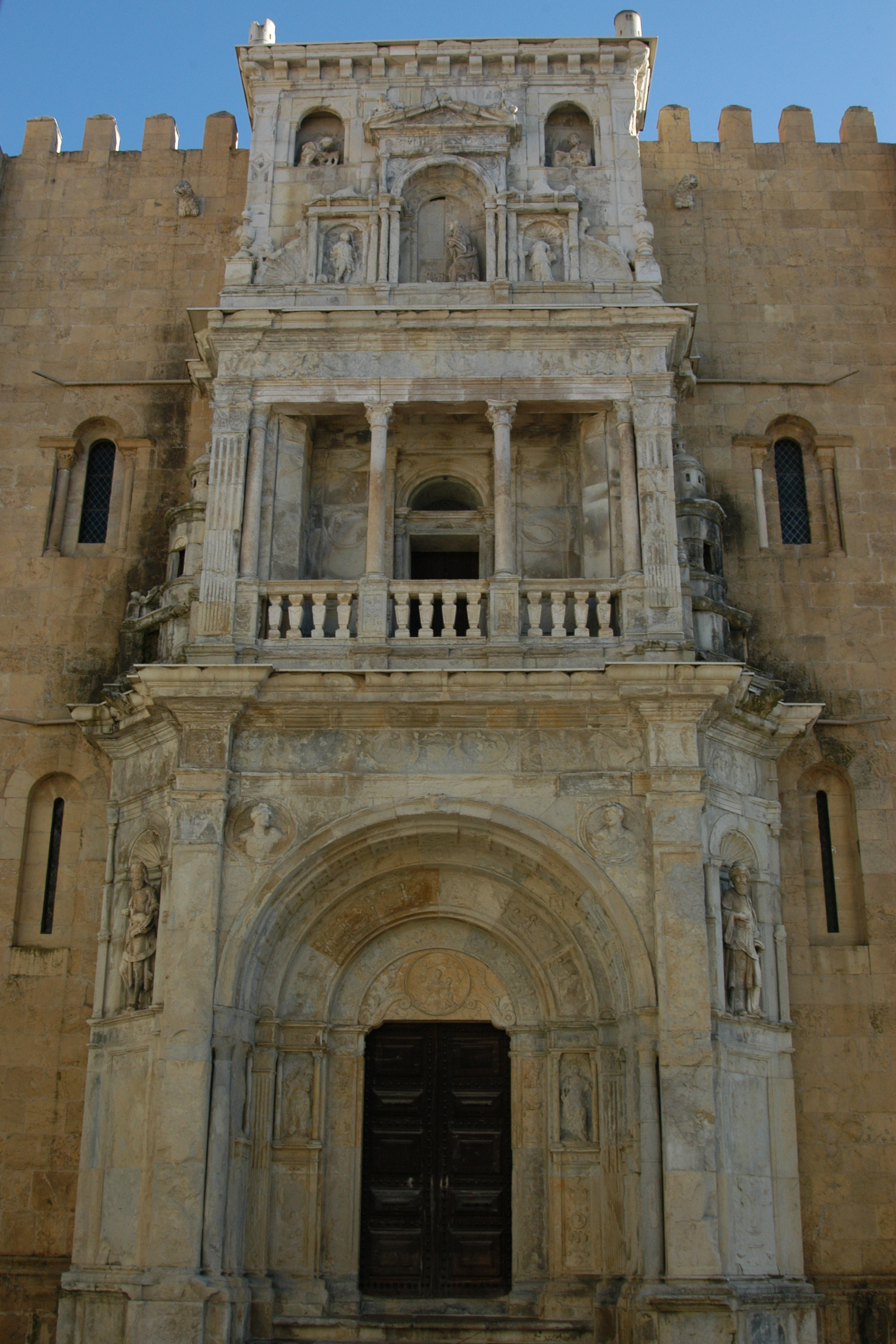
La Puerta Especiosa della cattedrale di Coimbra.

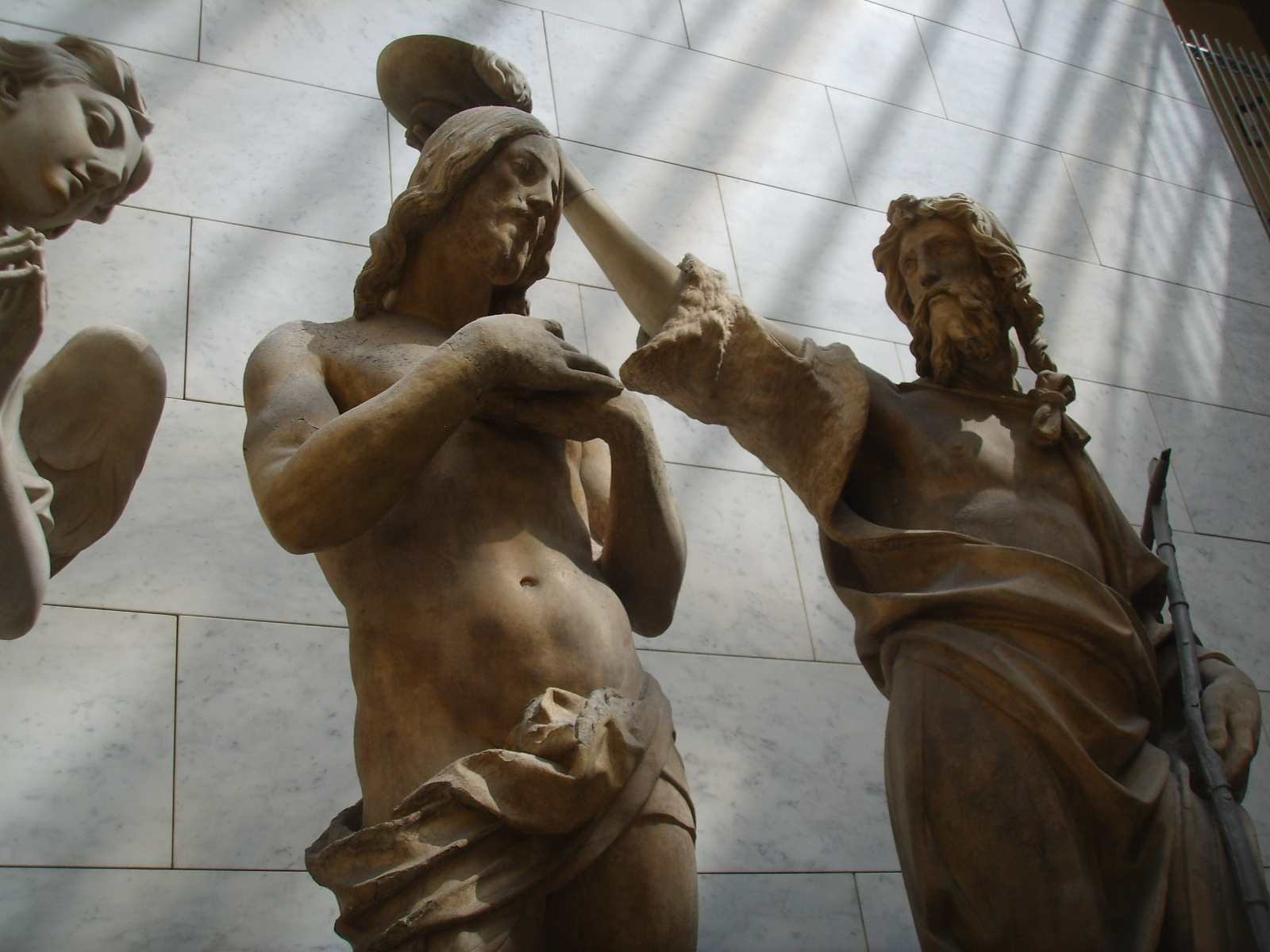
Battesimo di Cristo (dettaglio) di Andrea Sansovino (Museo dell'Opera del Duomo, Firenze). L'angelo è un'opera più tarda di Innocenzo Spinazzi

Formatosi alla bottega di Antonio Pollaiolo e, in seguito, di Simone del Pollaiolo detto il Cronaca, con il quale collaborò alla sagrestia ottagonale della chiesa di Santo Spirito a Firenze e, in particolare, al vano dell'anti-sacrestia.
Prime sue opere furono le due pale in terracotta invetriata in stile robbiano per la chiesa di Sant'Agata che era la sua parrocchia, poi demolita. Ora si trovano nella chiesa di Santa Chiara di Monte San Savino.
Nel 1489 gli fu affidato, appena ventiduenne, per la chiesa di Santo Spirito l'altare del Santissimo Sacramento. che eseguì per la famiglia Corbinelli: tale opera gli valse ammirazione e consenso tanto che fu scelto per essere inviato dalla corte medicea quale scultore e architetto in Portogallo, dove il re Giovanni II Aviz aveva richiesto artisti di valore rappresentanti il nuovo movimento rinascimentale che fioriva in Firenze. Il 9 dicembre 1492, otto mesi esatti dalla morte di Lorenzo il Magnifico che lo aveva sostenuto per questo incarico, giunse alla corte di Lisbona e fino al 1501 fu quindi in Portogallo, dove realizzò almeno due Madonne (Museo di Lisbona) e un portale della Cattedrale di Coimbra (la Puerta Especiosa). In quei nove anni certamente molte altre opere furono da lui eseguite, ma se ne hanno scarse notizie. Lavorò sicuramente a Belém, a Sintra, a Lisbona.
In quel periodo quasi certamente lavorò anche in Spagna per il monumento funebre del Gran Cardenal Mendoza nella Cappella Maggiore della cattedrale di Toledo: fu questa la prima opera di stile rinascimentale eseguita in Spagna e scandalizzò i benpensanti dell'epoca, immersi fino ad allora nello stile gotico, ma poi fu modello per molti altri monumenti funebri in Spagna. Consisteva in un grande arco trionfale di ispirazione della Roma antica entro il quale è posto il sarcofago con il defunto disteso (non ancora sollevato, come poi Andrea eseguirà a Roma nei suoi cenotafi), sormontato nella lunetta da una bellissima Maria col Bambino. Ai lati nelle classiche nicchie a conchiglia sono inserite sei statue di Virtù e santi, non tutte di mano del Sansovino. La parte terminale è chiusa lateralmente da due volute ispirate a quelle di Leon Battista Alberti nella facciata di Santa Maria Novella. Tutto il monumento è maestoso con un'altezza superiore ai dieci metri e al piano inferiore ha due fornici che permettono il passaggio alla parte posteriore, con la chiave di volta che sarà il segno distintivo di tutti gli archi delle porte del Sansovino, con un'altra grande lunetta, le armi del Cardinale, che morì nel gennaio del 1495 e aveva lottato con tutte le sue forze per ottenere la sepoltura in quella prestigiosa cappella che era destinata alla sepoltura dei re. Vi riuscì con l'aiuto della regina Isabella la Cattolica e si volle assicurare per la sua tomba l'opera dello scultore mandato da Lorenzo il Magnifico al re del Portogallo, che fu probabilmente distolto dai suoi interessi artistici dalla morte del figlio per un incidente con il cavallo. Il Cardinal Mendoza aveva conservato, fino alla sua morte, anche la carica di Vescovo di Siguenza e questo può far pensare che Andrea Sansovino, chiamato allora Andrea Fiorentino, sia stato incaricato dal suo grande estimatore della esecuzione del sarcofago del Doncell, un'opera così perfetta e innovativa che non poteva avere paternità in Spagna in quel momento.
Anche nel Gran Retablo della cattedrale di Toledo, un'immensa pala con centinaia di sculture lignee dipinte e dorate, trovò posto una Madonna col Bambino di Andrea, che rappresentò certamente il nuovo corso venuto da Firenze e influenzò la scultura di quel periodo e dei successivi, come si può riscontrare nei monumenti funebri di Montserrat, vicino a Barcellona.

### Ritorno a Firenze (1501-1504)
La prima opera realizzata in seguito al suo rientro in Italia è il fonte battesimale nel battistero di Volterra (1502). Seguono una Madonna e un Battista nella cappella di San Giovanni Battista del Duomo di Genova (1503), due importanti statue in cui già si riscontrano alcuni caratteri tipici del suo stile, come le forme ampie e arrotondate e i panneggi semplificati. Trapelano in quest'opera analogie con i precursori del Rinascimento fiorentino (Donatello, Luca della Robbia, Benedetto da Maiano...) e con lo stile di Niccolò dell'Arca, che ebbe sicuramente modo di ammirare a Bologna quando realizzò una Madonna con Bambino in terracotta per la chiesa di Santa Maria della Vita, dove è tuttora conservato il famoso Compianto di Niccolò, suo capolavoro. Le due statue portano la sua firma "Sansuvinus", a testimonianza della nuova coscienza che l'artista rinascimentale prende del suo valore, che rivendica con orgoglio.
A Firenze fu incaricato del capolavoro che lo pose ai vertici della scultura fiorentina: il Battesimo di Cristo, che fu collocato sulla porta del Paradiso nel Battistero, la porta principale di fronte al Duomo e che fu il primo grande monumento in cui la figura di Gesù nelle acque del Giordano fu il pretesto per esibire il nudo che rappresentava la valorizzazione del corpo umano, divenendo subito un cardine della scultura rinascimentale, di lì a poco seguito dalla statua del David del giovane Michelangelo, che il Sansovino, facente parte della apposita commissione, contribuì a deliberare che fosse collocata nella Piazza della Signoria.

### Soggiorno a Roma (1504-1513)

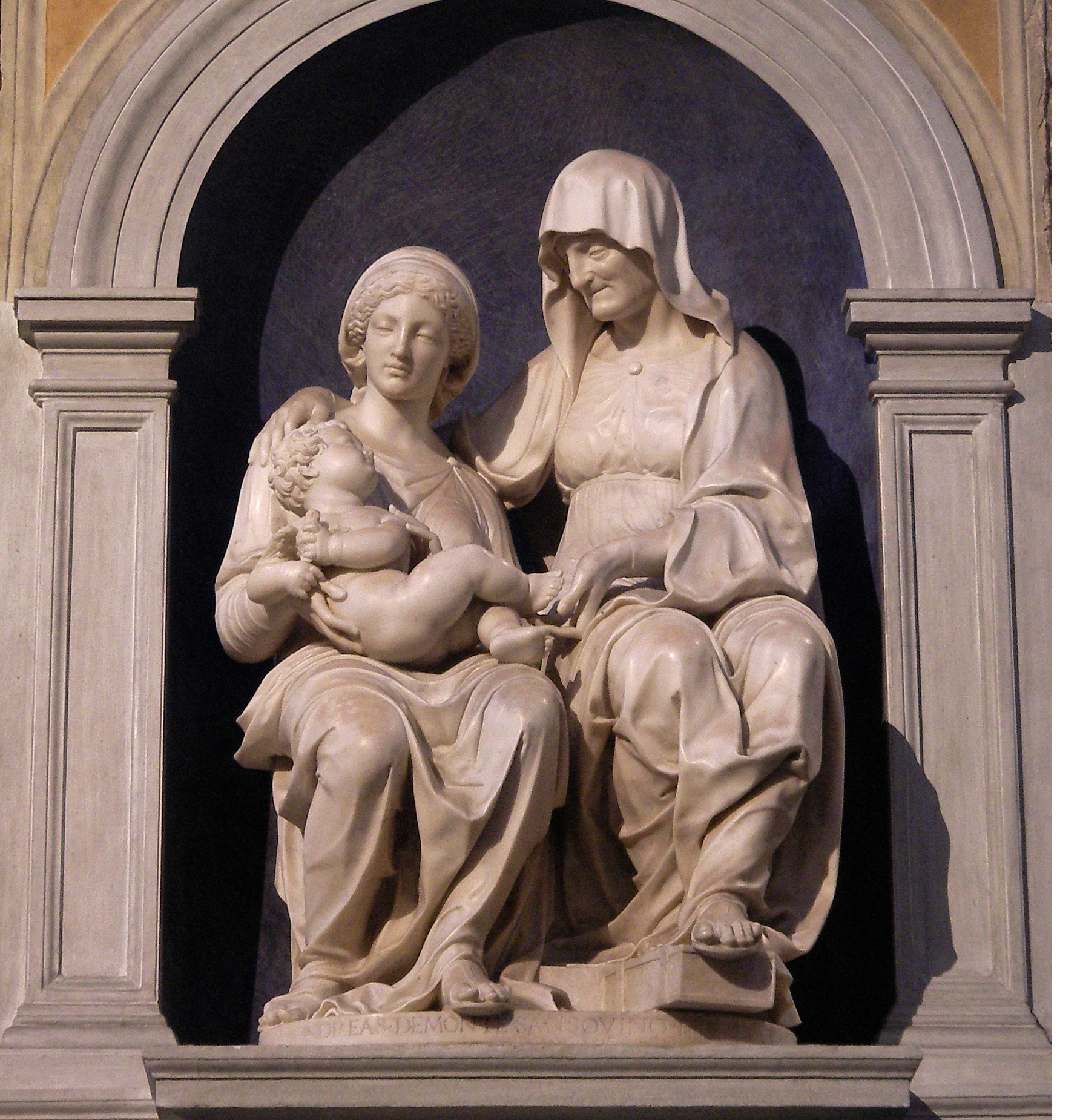
Madonna col Bambino e sant'Anna, marmo bianco, 1512, Roma, Chiesa di Sant'Agostino.

Dal 1504 si trasferì a Roma. Qui ebbe incarichi prestigiosi per realizzare alcune tombe come quella del Cardinal Manzi in Santa Maria in Aracoeli (legata a stilemi della scultura lombarda come di Andrea Bregno) o i monumenti funebri dei cardinali Ascanio Sforza e Girolamo Basso Della Rovere (1505-1507) nel coro di Santa Maria del Popolo, ad arcosolio di ispirazione classica, che era già stato utilizzato in un suo esempio clamoroso in Spagna nel 1498. Ma la sua invenzione fu la posizione del defunto sopra il sarcofago, perché, abbandonata la rigidità del defunto coricato supino, lo ritrasse sollevato e appoggiato sul gomito, trasformando il monumento funebre dalla rappresentazione di un cadavere alla rappresentazione di un uomo, con una ripudiazione della piatta visione gotica che celebra un morto, a favore di una nuova concezione che esalta la persona vivente e attiva. Può ricordare il sarcofago del Donzell a Siguenza (1498), come la tomba del Gran Cardinal Mendoza a Toledo. In quegli anni è documentata a Toledo l'opera di uno scultore fiorentino di nome Andrea, che poteva essere proprio Andrea Sansovino che aveva dovuto trascurare il suo lavoro in Portogallo a causa della morte del figlio del re per un incidente di equitazione e che era stato accaparrato dal Gran Cardinal Mendoza per la sua straordinaria tomba nel Duomo di Toledo e per quelle dei suoi parenti e del Donzello nella città di cui la sua famiglia era originaria e di cui era vescovo, Siguenza.
Nella testata del transetto destro della chiesa di S.Maria in Trastevere ha scolpito il monumento funebre del Cardinale Pietro Marcellino Corradini.
La tomba di Offreduccio Offreducci nella Chiesa di S.Francesco a Fermo, eseguita nel 1527 ripete il tema del guerriero con un volto angelico che riposa sulla sua spada. Sia il monumento del Doncell che quello di Offreduccio furono eseguiti qualche anno dopo la loro morte per la pietà dei rispettivi genitori.
Nella sua attività di scultore egli sembra ignorare le titaniche novità di Michelangelo, protendendo verso uno stile più morbido ed etereo, che sembra mutuato dallo sfumato leonardesco.  Anche la Madonna con il Bambino e Sant'Anna nella chiesa di Sant'Agostino a Roma  (1512) sembra un tributo alla Sant'Anna di Leonardo di due anni prima, ma in realtà questa opera rappresentò il primo capitolo dell'intesa con Raffaello, che fu suo amico e che eseguì sullo stesso pilastro che ospitava il gruppo marmoreo sansoviniano un affresco con un possente Profeta Isaia, in contrapposizione con Michelangelo. Questa interpretazione morbida ed eterea ispirerà i bassorilievi della Santa Casa di Loreto. Il gruppo romano porta scolpita sul piedistallo la scritta "ANDREAS.DEMONTESANSOVINO FACIEBAT". Fu ricavato da un unico blocco di marmo pario, dette la gloria al Sansovino e la scultura fu meta delle visite del popolo e degli uomini di cultura del tempo.
Altre opere di questo periodo sono una serie di Madonne con Bambino (Bargello a Firenze, chiesa di Santa Maria dell'Anima con facciata in puro stile Rinascimento italiano con riportata la data MDXIIII e la Madonna con Bambino nell'architrave della porta, chiesa di Santa Maria in Augusta a Roma). Probabilmente di questo periodo, o di un periodo da identificare meglio, sono anche la Madonna col Bambino di Trequanda, l'Annunciazione nella chiesa della Misericordia di Lucignano e il fonte battesimale del Duomo di Chiusi.
Un'altra opera datata 1507 ben nota, ma spesso dimenticata nell'attribuzione ad Andrea Sansovino, è il San Michele Arcangelo nel santuario di Monte Sant'Angelo. Antonio Maria Ciocchi del Monte (vescovo di Siponto dal 6 febbraio 1506 al 30 maggio 1511) affidò al suo amico e ormai grande scultore affermato l'esecuzione di una mirabile scultura, la statua di San Michele Arcangelo che trionfa sul drago, in marmo bianco e venerata in tutta Italia, dalle pure forme classiche e con un plasticismo rinascimentale che continua l'ideale dell'uomo già presente nel Battesimo del San Giovanni in Firenze.

### Nelle Marche e a Loreto (1514-1527)

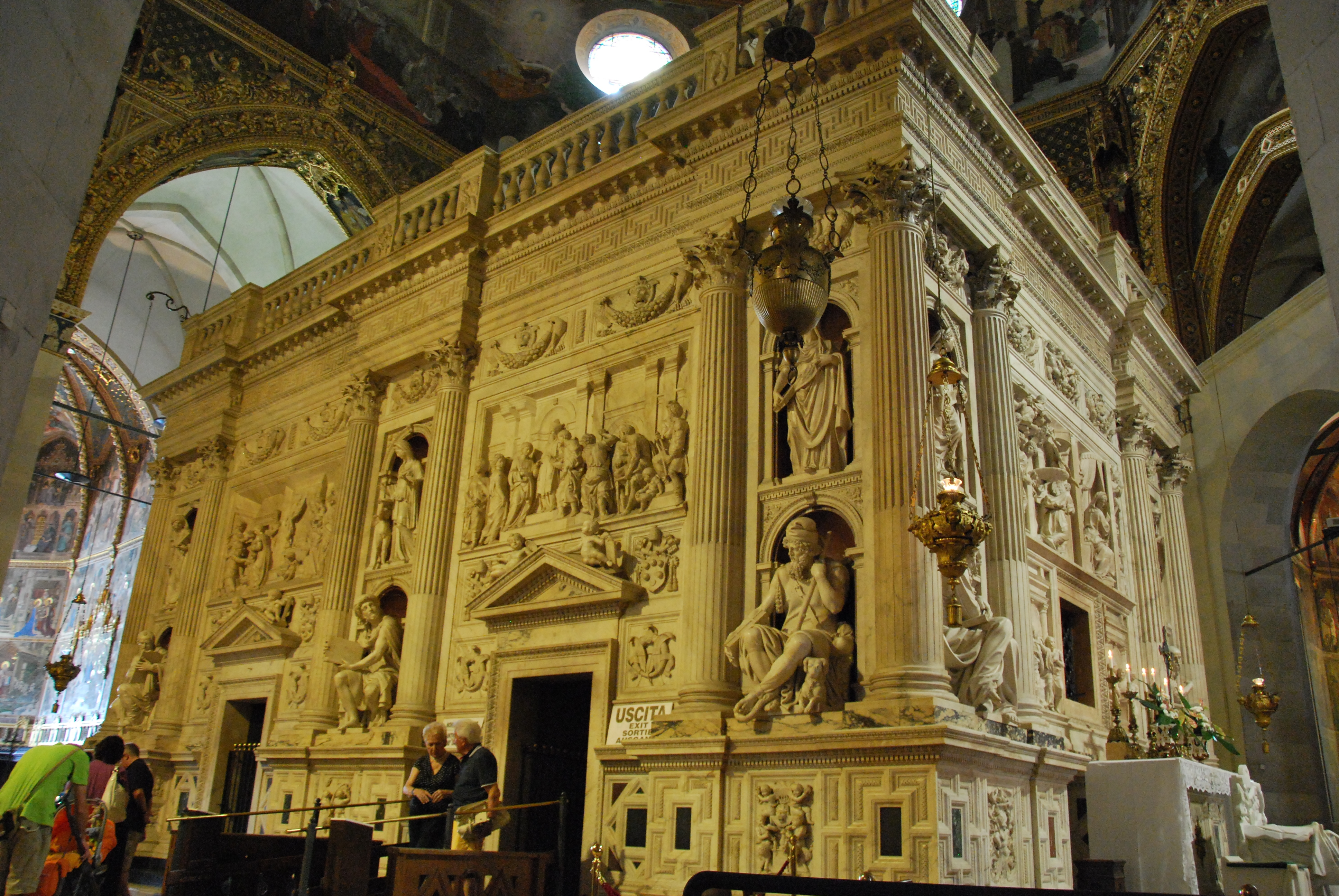
Il rivestimento marmoreo della Santa Casa a Loreto.

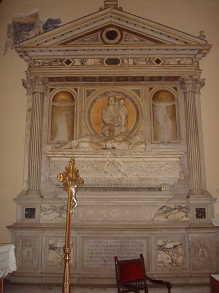
Monumento funebre di Lodovico Euffreducci a Fermo

Dal 1513 fu impegnato nel grande progetto del Santuario di Loreto, per il quale realizzò i bassorilievi dell'Annunciazione e Adorazione dei pastori e parte dello "Sposalizio di Maria" mentre gli altri analoghi furono opera di aiuti, seppur di scultori in seguito celebri, come Baccio Bandinelli e il Tribolo. Queste opere rappresentano uno dei suoi lavori più riusciti, dove su uno sfondo architettonico di effetto teatrale, si stagliano figure di grande resa armonica e realismo. Questo stile sarà, fino a Gian Lorenzo Bernini, la principale alternativa al monumentalismo di Michelangelo e verrà seguito spesso sia dalla scuola lombarda sia dalla coeva scuola romana, in alcune opere come le tombe papali delle cappelle in Santa Maria Maggiore.
L'ultima sua meravigliosa opera di scultore fu il monumento funebre per Lodovico Euffreducci (1527) nella chiesa di San Francesco (Fermo), nelle Marche meridionali, in cui il giovane guerriero sembra dormire sulla sua spada.
Negli ultimi anni della sua vita si dedicò soprattutto all'architettura realizzando, per esempio, il chiostro di Sant'Agostino e il portico interno della porta principale della chiesa di S.Agostino (1523) a Monte San Savino (le Logge dei Mercanti, attribuibili a un suo disegno, furono realizzate postume dopo il 1540) o il cortile del Palazzo della Signoria a Jesi (1519). Questi interventi in architettura erano già stati preceduti dal portico di Santa Maria in Domnica a Roma, (1513) mentre il progetto per il Palazzo Apostolico di Loreto fu interrotto dopo un giudizio negativo di Antonio da Sangallo il Giovane. Dopo il Sacco di Roma (1527) si ritirò nel suo paese natale, onorato e stimato. Fu anche munifico podestà e nel 1527 eseguì per un amico prelato nella chiesa di Battifolle vicino ad Arezzo la statua di San Rocco protettore contro la peste.
Morì a Monte San Savino fra il 30 marzo e l'11 aprile 1529.
Una sua biografia fu inserita dal Vasari nelle Vite. Lo scultore e architetto Jacopo Tatti, suo allievo, ereditò da lui anche il soprannome, venendo chiamato Jacopo Sansovino.